# Кириківка (станція)
Кирикі́вка — вузлова проміжна залізнична станція 2-го класу Сумської дирекції Південної залізниці на розгалуженні двох неелектрифікованих ліній Люботин — Кириківка — Боромля (двоколійної) та Кириківка — Охтирка (одноколійної) між станціями Куп'єваха (18 км) та Тростянець-Смородине (22 км). Розташована в селищі Кириківка Охтирського району Сумської області.

## Історія
Станція відкрита 1878 року. 18 лютого 1895 року розпочався регулярний рух поїздів на дільниці Кириківка — Охтирка.

## Пасажирське сполучення
На станції зупиняються:
- нічний швидкий поїзд № 46/45 сполученням Ужгород — Харків  (до повномасштабного російського вторгнення в Україну поїзд прямував до станції Лисичанськ);
- нічний швидкий поїзд № 113/114 сполученням Харків — Львів;
- регіональний поїзд «Слобожанський експрес» сполученням Харків — Ворожба (призначений з 19 грудня 2021 року)[1];
- приміські поїзди сумського та харківського напрямків до станцій: Охтирка, Боромля, Ворожба, Люботин, Суми та Тростянець-Смородине[2].